# Isola Serranilla
L'isola Serranilla (nota anche come Isla Serranilla o Banco Serranilla in spagnolo e Serranilla Bank in inglese) è un'isola quasi completamente sommersa situata nella parte occidentale del Mar dei Caraibi della quale affiorano solamente piccoli isolotti disabitati e banchi di sabbia. Si trova circa 350 km a nord-est di Punta Gorda in Nicaragua e circa 280 km a sud-ovest della Giamaica.
Attualmente è amministrata dal governo colombiano come parte integrante del dipartimento dell'Arcipelago di San Andrés, Providencia e Santa Catalina ma è al centro di una disputa territoriale tra la stessa Colombia, il Nicaragua, l'Honduras e gli Stati Uniti.

## Geografia
In origine l'isola Serranilla era un atollo, attualmente è per la maggior parte sommerso dalle acque dalle quali emergono solo piccoli scogli. Le sue dimensioni sono di circa 40 km di lunghezza e 32 km in larghezza, per una superficie totale di circa 1200 km², quasi interamente sotto il livello del mare.
Le uniche parti ancora emerse sono una serie di piccoli isolotti spogli con poca vegetazione chiamati rispettivamente:
| Beacon Cay        | 15°47′N 79°50′W |
| East Cay          | 15°52′N 79°44′W |
| Middle Cay        | –               |
| Northeast Breaker | –               |
| West Breaker      | 15°48′N 79°59′W |

La zona è caratterizzata da fondali molto bassi e da secche, per questo motivo ci sono diversi relitti di imbarcazioni arenate o affondate. Beacon Cay è l'isolotto più grande, sulla sua superficie ci sono alcuni edifici e delle installazioni militari che furono utilizzate dai marines statunitensi durante la crisi dei missili di Cuba nel 1962. Queste strutture sono attualmente abbandonate.
Dal 1977 è presente un faro alto 33 metri e completamente automatizzato.

## Fauna
Nel 1952 è stata censita nella zona dell'isola Serranilla l'ultima colonia nota di foca monaca dei Caraibi, da allora non sono più stati avvistati individui di questa specie che è quindi considerata estinta.

## Storia
L'isola Serranilla è soggetta a dispute territoriali tra quattro diversi stati sovrani.
Gli Stati Uniti reclamarono inizialmente la sovranità sul territorio l'8 settembre 1879 e nuovamente il 13 settembre 1880 sulla base del Guano Islands Act. La maggior parte delle isole dell'arcipelago di San Andrés e Providencia furono ufficialmente cedute dagli Stati Uniti alla Colombia in virtù di un trattato stipulato a Bogotà l'8 settembre 1972 (noto come trattato Vásquez-Saccio), tuttavia nel trattato ufficiale non vi è menzione specifica dell'isola Serranilla. Benché gli Stati Uniti non includano ufficialmente il territorio come parte delle aree insulari sotto la loro giurisdizione la questione non è definitivamente appianata in quanto sussistono le condizioni affinché il governo americano possa reclamare diritti sulla zona, inoltre in alcune pubblicazioni statunitensi il banco Serranilla (assieme al Bajo Nuevo) è presentato come possedimento disputato (da considerarsi quindi territorio non organizzato e non incorporato). Dal canto suo la Colombia considera la zona parte integrante del suo territorio sovrano in quanto implicitamente compreso nell'atto di cessione del 1972.
Tra il 1982 e il 1986 la Colombia stipulò un accordo ufficiale con la Giamaica per regolare i diritti di pesca delle imbarcazioni giamaicane nelle acque dell'isola Serranilla e del Bajo Nuevo. Nel novembre 1993 i due stati si accordarono stipulando un trattato che stabilì un'area a regime misto (en: Joint Regime Area, es: Área de Régimen Común) per la gestione e lo sfruttamento congiunto delle risorse delle acque comprese tra i due banchi. Tuttavia le acque circostanti non furono incluse nel trattato in quanto considerate dal governo colombiano come parte integrante delle proprie acque territoriali. L'accordo entrò in vigore a partire dal marzo 1994.
Il Nicaragua rivendica la propria sovranità sulla zona sulla base del proprio ordinamento giuridico che sancisce il possesso di tutte le isole comprese in un'area di 50.000 km² nel Mar dei Caraibi. La disputa ha le sue radici nel trattato firmato tra Colombia e Nicaragua il 24 marzo 1928 conosciuto come trattato Esguerra-Bárcenas; nel documento si affermava che «la Republica de Nicaragua reconoce la soberanía y pleno dominio de la República de Colombia sobre las islas de San Andrés, Providencia, santa catalina y todas las demás islas, islotes y cayos que hacen parte de dicho archipiélago de San Andrés» (Art. 1). Il 4 febbraio 1980 il presidente nicaraguense Daniel Ortega dichiarò che il trattato stipulato nel 1928 era da considerarsi nullo poiché firmato durante l'occupazione militare statunitense del Nicaragua. Questa dichiarazione fu considerata dal governo colombiano come un atto unilaterale e una violazione delle norme del diritto internazionale. Nel 1998 il presidente Arnoldo Alemán rinunciò a stipulare un accordo bilaterale con la Colombia e il 6 dicembre 2001 il governo nicaraguense presentò un esposto alla Corte internazionale di giustizia de L'Aia. La corte ha emesso una dichiarazione preliminare il 27 dicembre 2007 dichiarando valido il trattato stipulato nel 1928 ma affermando altresì che il suddetto documento non risolveva la disputa sulla zona degli isolotti Roncador, Serrana e Quitasueño poiché all'epoca della stipulazione il territorio era al centro di una contesa tra gli Stati Uniti e la stessa Colombia. Il 19 novembre 2012 la sentenza della Corte internazionale di giustizia ha riconosciuto il possesso colombiano dell'isola Serranilla e degli altri isolotti della zona, tuttavia ha anche riconosciuto al Nicaragua un ampliamento della propria sovranità sulle acque della zona. Il tratto di mare in oggetto è particolarmente ricco di risorse ittiche e petrolifere, per questo motivo la Colombia, che ritiene di propria pertinenza le acque assegnate al Nicaragua, ha minacciato di ritirare la propria adesione al trattato internazionale che riconosce la corte dell'Aia per non dover sottostare alla sentenza.
L'Honduras reclama il possesso sulla zona sulla base dell'articolo 10 della propria costituzione entrata in vigore l'11 gennaio 1982. Nel 1986 il governo honduregno raggiunse un accordo con quello colombiano per la demarcazione dei confini marittimi dei due stati che escludeva l'Honduras da ogni forma di controllo sulla zona contesa; la ratifica di questo accordo, avvenuto il 20 dicembre 1999, ha implicitamente riconosciuto il possesso colombiano del territorio conteso. Il Nicaragua, che non ha ancora raggiunto un accordo definitivo con gli altri due stati per la definizione dei reciproci confini marittimi, ha contestato il diritto del governo honduregno di stipulare accordi che comprendano la zona oggetto di disputa. Tuttavia, nonostante l'accordo raggiunto con la Colombia, il governo di Tegucigalpa non ha ancora annunciato ufficialmente la rinuncia alla rivendicazione presente nella propria costituzione.